# Oskar & Josefine
Oskar & Josefine (oder auch: Oskar und Josefine) ist ein dänischer Abenteuerfilm aus dem Jahr 2005. Er entstand unter der Regie von Carsten Myllerup. Der Film ist eine Fortsetzung der 24-teiligen Weihnachtsfernsehserie Jesus und Josefine (2003).
Josefine will mit ihrem Freund Oskar die Ferien bei seinen Großeltern verbringen. Doch statt Erholung gerät sie in ein Abenteuer. Sie reist ins Dänemark der Renaissance und wird dort, da sie Medikamente und Heilmittel verteilt, der Hexerei bezichtigt.

## Handlung
Die mittlerweile jugendliche Josefine begleitet ihren Freund Oskar zu seinen Großeltern aufs Land, dort will sie mit ihm Mittsommer feiern. Doch während eines kleinen Spaziergangs in der Gegend trifft sie Thorsen wieder. Thorsen, den sie vor einigen Jahren in der Weihnachtszeit kennengelernt hatte und der sich als ein übler Schurke herausstellte, der in teuflischer Absicht das Christentum auf Erden vernichten wollte, zeigt sich nun lammfromm. Er entschuldigt sich bei Josefine für alles Geschehene und macht ihr ein Geschenk, indem er ihr Lieblingsamulett verzaubert. Nun kann sie dreimal in die Vergangenheit und zurück in die Gegenwart reisen.
Bald darauf stöbert sie mit Oskar zusammen auf den Dachboden der Großeltern herum. Die beiden suchen für eine Hexenpuppe, die traditionell in der Gegend zu Mittsommer verbrannt wird, alte Lumpen. Josefine erzählt Oskar vom Zwischenfall, meint aber, dass sie nichts von Thorsen angenommen hätte. Als sie jedoch eine alte Hose berührt, verspürt sie den Wunsch zu erfahren, aus welcher Zeit diese stamme und schon beginnt das Abenteuer. Sie und Oskar werden durch Thorsens Geschenk 400 Jahre zurück in die Zeit versetzt.
Sie lernen Peder, einen Urahn von Oskar kennen. Dessen kleine Schwester Kirsten ist sehr krank und liegt im Sterben. Oskar und Josefine reisen zurück in die Gegenwart. Sie erfahren von Oskars Großvater, der gerade den Stammbaum der Familie erforscht, dass Kirsten als kleines Kind gestorben sei. Josefine will sich damit nicht abfinden, sie reist erneut in die Vergangenheit und rettet Kirstin mittels Penicillin. Zurück in der Gegenwart hat Oskar neuerdings Verwandte in Amerika. Josefine plündert die Hausapotheke und reist erneut in die Vergangenheit. Der dagegen protestierende Oskar begleitet sie.
In der Vergangenheit angekommen beginnt Josefine mittels der modernen Arzneimittel, die Leute der Gegend zu heilen.
Doch plötzlich entsteht unter einigen von ihnen der Verdacht, dass Josefine eine Hexe sei. Die Soldaten des Amtmanns werden aktiv und wollen Josefine einkerkern. Josefine und Oskar können sich nur knapp in die Gegenwart retten. Doch Peder, der ihnen bei der Flucht geholfen hat, wurde gefangen genommen und hingerichtet. Damit endet Oskars Stammbaum im 17. Jahrhundert. Kurz bevor sich Oskar in der Luft auflöst, macht Josefine Thorsen ausfindig.
Er sammelt nochmals alle Kräfte und ermöglicht ihr eine weitere Zeitreise. In der Vergangenheit angekommen wird Josefine von den Leuten des Amtmannes gefasst. Sie wird vor ein Tribunal verbracht, dass vom Amtmann geleitet wird, der niemand anderes ist als Thorsen. Josefine, erschüttert und zornig, versucht sich zu verteidigen, wird aber zum Tode verurteilt. Aber durch Peders Einsatz kann die Hinrichtung verhindert werden. Thorsen wird erneut gebannt. Josefine und Oskar reisen in die nun nur noch leicht veränderte Gegenwart zurück.
Oskars Großvater erzählt beim traditionellen Mittsommernachtsfeuer, das in dieser Region veranstaltet wird, dass Oskars Vorfahre Peder Roll eine lokale Berühmtheit sei. Dieser hätte geholfen, die Hexerei in Dänemark abzuschaffen.

## Produktion
Für die Produktion wurden alle schon bekannten Schauspieler aus der Serie Jesus und Josefine verpflichtet.
Eine Ausnahme stellt Rasmus Ott dar, der in der Serie den Oskar spielte, seine Rolle wurde im Film von Mikkel Konyher gespielt. Der Film wurde vollständig in Dänemark gedreht.

## Erfolge
Der Film wurde in Dänemark, Finnland, Island, den USA, in Russland, Kanada, Ungarn, Japan, Schweden und Deutschland veröffentlicht. Der Film besitzt für die englischsprachigen Länder einen englischen Untertitel. In Deutschland war der Film ungeschnitten im Fernsehen zu sehen, am 1. Mai 2007 in der ARD und am 27. August 2008 auf dem SWR. Daneben wurde der Film auf DVD veröffentlicht.
Der Film gewann 2005 auf den Nordischen Filmtagen Lübeck den Preis der Kinderjury für einen Kinderfilm bis zwölf Jahren (dotiert mit 2.500 Euro). 2006 erhielt der Film für den wichtigsten dänischen Filmpreis dem Robert in der Kategorie Bester Kinder- und Familienfilm eine Nominierung.

## Kritik
Carsten Myllerup konnte mit seiner kinderfreundlichen Produktion über forsche Abenteurer und mittelalterliche Hexenverbrennung gehörig punkten. […] Dem Regisseur gelingt es, eine nette und witzige Atmosphäre zu schaffen, die Lust auf mehr macht.

## Medien
- DVD: Oskar & Josefine – Hexen von Heute. Eurovideo.